# Sicherheitsdienst

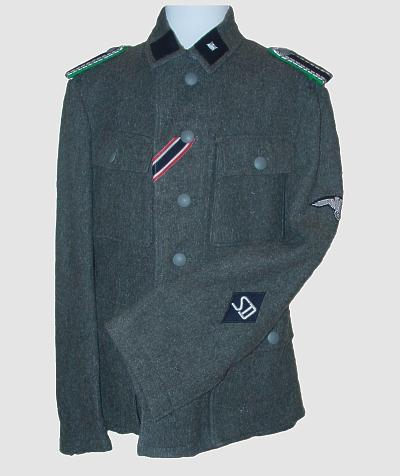
Uniforma Sicherheitsdienst s výložkami SS-Unterscharführera. V druhé knoflíkové dírce lze vidět stuhu od válečného záslužného kříže II. třídy.

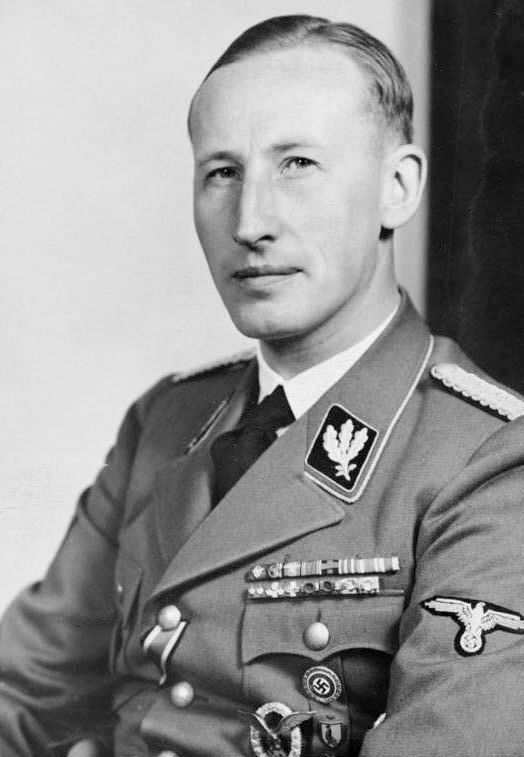
Šéf SD Reinhard Heydrich

Sicherheitsdienst (SD, Bezpečnostní služba) byla zpravodajská služba SS a NSDAP. Tato organizace byla první zpravodajská služba nacistické strany, která byla založena. Často byla považována za sesterskou organizaci gestapa, které bylo těžce infiltrováno SS po roce 1934. Mezi lety 1933 až 1939 bylo SD spravováno jako nezávislý úřad SS, poté začalo spadat pod RSHA a stalo se jedním z jeho sedmi úřadů.

## Historie
V roce 1931 byla z iniciativy Reichsführera-SS Heinricha Himmlera zřízena v SS zpravodajská služba. Himmler plánoval tuto organizaci využívat zpočátku i jako tajnou policii, tohoto plánu se vzdal a přenechal ho na jinou uniformovanou složku strany NSDAP, kterou založil společně s Hermannem Göringem. Původní Himmlerova myšlenka byla vytvořit v elitní jednotce SS novou „superelitu“ v řadách SS. Mělo jít o výzvědnou službu, která by dohlížela jak na SA, tak na odpůrce NSDAP.
Himmler nechtěl Reinharda Heydricha zpočátku ani přijmout do SS, jelikož Heydrich předtím na naléhání své ženy Liny Mathildy von Osten vstoupil do SA, úderné jednotky, kterou Himmler považoval za podřadnou uniformovanou jednotku NSDAP a za Röhmovu „hnědokošiláckou chátru“. Nakonec v polovině června 1931 na naléhání Karla von Ebersteina (vysoce postavený člen SS a známý R. Heydricha) Himmler Heydricha pozval na setkání na své slepičí farmě ve Waldruderingu. Heydrich na něj velice zapůsobil a Himmler se ho zeptal, co si myslí o funkci ještě nevytvořené SD. Heydrich mu popsal přesně Himmlerovu představu o vnitřní rozvědné síti a ten ho okamžitě přijal na post šéfa Sicherheitdienst.

## Organizace a úkoly SD
Bezpečnostní služba (Sicherheitsdienst, SD) byla zpravodajská služba SS. Jejím hlavním úkolem bylo shromažďovat a vyhodnocovat informace o náladách obyvatelstva. Jejím dalším posláním bylo dodávat podklady zvláště určené pro činnost bezpečnostní policie (Sicherheitspolizei, SiPo). Bezpečnostní služba prováděla i vnitřní politické zpravodajství a od roku 1939 plnila funkci politické rozvědky a kontrarozvědky jako součást Hlavního úřadu říšské bezpečnosti (RSHA). Po zrušení vojenské zpravodajské služby (Abwehru) zajišťoval SD i špionáž v zahraničí.
Pod označením Sicherheitsdienst der SS (SD) byla od července 1931 pod vedením Reinharda Heydricha, v letech 1943 až 1945 pak Ernsta Kaltenbrunnera. Struktura SD byla hierarchická:
- nejnižšími články hierarchie byly pobočky (Aussenstelle),
- dále pak následovalo vyšší patro – služebny, resp. venkovní služebny (Dienststelle, resp. Aussendienststelle) a
- nakonec v nejvyšším patře hierarchie se nacházely úsekové služebny (Leitabschnitt). Ty byly podřízeny Říšskému hlavnímu bezpečnostnímu úřadu (RSHA) v Berlíně.

## Organizace SD na území Protektorátu Čechy a Morava
Sicherheitsdienst (SD) měl v Protektorátu Čechy a Morava několik hlavních venkovských služeben dislokovaných v místech oberlandratů:
- Praze,
- Brně,
- Českých Budějovicích,
- Moravské Ostravě,
- Plzni,
- Hradci Králové.

Kratší dobu existovaly služebny Sicherheitsdienst (SD) rovněž v Kladně, Kolíně, Jičíně, Jihlavě, Klatovech, Mělníku, Olomouci, Pardubicích, Táboře a ve Zlíně.